# Barrage de Limestone
Le barrage de Limestone est un barrage au Manitoba au Canada sur le fleuve Nelson, à environ 750 km au nord de Winnipeg.  Barrage au fil de l'eau, il est associé à une centrale hydroélectrique de 1 340 MW. Sa construction s'est terminée en 1992. Il aurait coûté 1,430 milliard de dollars canadiens. Il fait partie du projet hydroélectrique du fleuve Nelson.